# Пак Синхе
Пак Синхе́ (кор. 박신혜?, 朴信惠?; род. 18 февраля 1990, Кванджу) — южнокорейская актриса и певица. Дебютировала в 2003 году в клипе «Ккот» (кор. 꽃, цветок). Наиболее известна по роли Ко Ми Нам в телевизионной драме 2009 года «Минам, ты прекрасен» и Ли Гю Вон в сериале 2011 года «Струны души», также в дорамах «Наследники» и «Пиноккио». Училась в Университете Чунан.

## Детство
Пак Синхе родилась 18 февраля 1990 года в городе Кванджу. Обучаясь в 6-м классе начальной школы Хак-Кан в Кванджу, она сыграла главную роль в клипе «Ккот» (цветок) на «DREAM FACTORY». Пак Синхе прошла прослушивание, присоединилась к компании, что и послужило стартом её карьеры.

## Карьера
В 2003 году Пак Синхе дебютировала в корейской дораме «Лестница в Небеса», в роли героини Хан Джонсо. Она также снялась в дораме под названием «Райское дерево», которая транслировалась на SBS.
В рамках работы над ролями, Пак Синхе занималась также танцами и боевыми искусствами. Она выпустила сингл «Молитва», песню, которую она пела в драме «Райское дерево». Однако трек не был выпущен в виде оригинального саундтрека.
Пак Синхе дебютировала на большом экране в фильме ужасов «Evil Twin» (Злой близнец), где она сыграла 2 роли — главную героиню и призрака трагически умершей сестры, который преследует героиню после смерти. Пак всегда хотела сняться в историческом фильме. В январе 2007 года Пак снялась в роли одного из четырёх главных героев в «Goong S», ответвлении (не продолжение) к сериалу «Goong». Сериал не повторил успех оригинала и получил противоречивые оценки. Тем не менее, дорама набрала самый большой рейтинг просмотров в первой половине 2007 года, получив известность после первого запуска. Также она снялась в сериале «The Heirs» (Наследники), где сыграла роль Чха Ын Сан, девушки наследника корпорации «Эмпайр Групп»(Jeguk Group) - Ким Тана.

## Личная жизнь
22 января 2022 года вышла замуж за Чхве Тхэджуна, с которым находилась в отношениях с 2017 года.

## Фильмография

### Фильмы
| Год  | Название                     | Роль                      | Примечание             |
| ---- | ---------------------------- | ------------------------- | ---------------------- |
| 2006 | Фобия любви                  | Бен-джа                   |                        |
| 2007 | Злой близнец                 | Со Ён / Хё Джин           |                        |
| 2010 | Агентство знакомств «Сирано» | Мин Ён                    |                        |
| 2010 | Зелёные дни: Динозавр и я    | О И Ран (голос за кадром) | Анимационный фильм     |
| 2012 | В ожидании Чан Джун Хвана    | Шин Хе                    | Короткометражный фильм |
| 2013 | Чудо в камере № 7            | Е Сын (взрослая)          |                        |
| 2013 | Один прекрасный день         | Ын Хи                     | Короткометражный фильм |
| 2014 | Королевский портной          | Королева                  |                        |
| 2015 | Внутренняя красота           | Ву-Джин                   |                        |
| 2016 | Мой надоедливый братец       | Ли Су Хен                 |                        |
| 2017 | Сердце почернело             | Чхве Хи чжон              |                        |
| 2020 | #выжить                      | Ю Бин                     |                        |
| 2020 | Звонок                       | Ким Со Ён                 | Netflix                |

### Дорамы
| Год       | Название                                           | Роль                            | Канал    | Примечание |
| --------- | -------------------------------------------------- | ------------------------------- | -------- | --- |
| 2003      | Лестница в небеса                                  | Хан Чон Су (в молодости)        | SBS      | SBS Drama Awards 2003 победа в номинации Лучшая молодая актриса |
| 2004      | Нонстоп 4                                          | Пак Шин Хе                      | MBC      | Камео (эпизод 73) |
| 2004      | Не одинок                                          | Ан Син Хе                       | SBS      | |
| 2004      | Очень счастливого Рождества                        | Си Ын                           |          | Особая драма |
| 2005      | Новому папе двадцать девять                        | Сон Дэ Ин                       |          | Особая драма |
| 2005      | Симпатичный или сумасшедший                        | Пак Шин Хе                      | SBS      | |
| 2005      | В один прекрасный день                             | Хи ген                          | MBC      | Особая драма |
| 2005      | Папочка с длинными ногами                          | Со-ген                          |          | Особая драма |
| 2006      | Сеул 1945                                          | Чхве Гым хи                     | KBS1     | Камео (эпизоды 2–4) |
| 2006      | Райское дерево                                     | Хана                            | SBS      | |
| 2006      | Радужная романтика                                 | Пак Шин Хе                      |          | Камео (эпизод 117) |
| 2007      | Часы принца                                        | Шин Сэ Рён                      | MBC      | |
| 2007      | Несколько вопросов, которые делают нас счастливыми | Хен-джи                         | KBS2     | Сегмент: Семья |
| 2007      | Кимчи из редьки                                    | Чан Са-я                        | MBC      | MBC Drama Awards 2007 Лучшая новая актриса |
| 2008      | Бичхонму                                           | А Ли Шуй (Арису)                |          | |
| 2009      | Ты прекрасен                                       | Ко Ми Нам/Ко Ми Нё              | SBS      | SBS Drama Awards 2009 победа в номинации «Новая звезда» |
| 2010      | Моя девушка-Кумихо                                 | Го Ми Нё                        | SBS      | Камео (эпизод 6) |
| 2010      | Неудержимый пинок                                  | взрослая Чон Хэ Ри              | SBS      | Камео (эпизод 119) |
| 2011      | Струны души                                        | Ли Гю Вон                       | MBC      | |
| 2011      | Боевой дворецкий Хаятэ                             | Сяо Чжи / Саньцяньюань Чжи      | FTV, GTV | Тайваньская драма |
| 2012      | Не волнуйся, я призрак                             | Ен-хва (призрак)                | KBS2     | Особая драма |
| 2012      | Король дорам                                       | Главная актриса «Изящная месть» | SBS      | Камео (эпизод 1) |
| 2013      | Мои соседи-красавчики                              | Ко Дон Ми                       | tvN      | |
| 2013      | Сказочные мальчики / Ты прекрасен (Тайвань)        | Го Ми Нё                        | FTV, GTV | |
| 2013      | Наследники                                         | Чха Ын Сан                      | SBS      | SBS Drama Awards 2013 победа в номинациях За выдающиеся достижения, актриса в драматическом сериале, «10 лучших звёзд» и «Лучшая пара» (с Ли Мин Хо), на 50th Baeksang Arts Awards получила премию как самая популярная актриса, на 2nd Asia Rainbow TV Awards как ведущая выдающаяся актриса, APAN Star Awards 2014 победа в номинации За выдающиеся достижения, актриса в мини-сериале |
| 2014–2015 | Пиноккио                                           | Чхве Ин Ха                      | SBS      | SBS Drama Awards 2014 победа в номинациях За выдающиеся достижения, актриса в драматическом сериале, «10 лучших звёзд» и «Лучшая пара» (с Ли Чон Соком) |
| 2016      | Конферансье                                        | Помощник управляющего парком    | SBS      | Камео (эпизод 3) |
| 2016      | Гоген, «Звёздная ночь»                             | Кассир круглосуточного магазина | Sohu TV  | Камео (эпизод 8) |
| 2016      | Врачи                                              | Доктор Ю Хе Чжон                | SBS      | SBS Drama Awards 2016 победа в номинациях За выдающиеся достижения, актриса в жанре фэнтези и жанровой драмы и «10 лучших звёзд», 1-е место Asia Artist Awards Награда за лучшую артистку, Актрису |
| 2017      | Температура любви                                  | Ю Хе Чжон                       | SBS      | Камео (эпизод 21) |
| 2018-2019 | Воспоминания об Альгамбре                          | Чон Хи Джу / Эмма               | tvN      | |
| 2021      | Сизиф: Миф                                         | Кан Со Хэ                       | JTBC     | |
| 2024      | Доктор Кризис                                      | Нам Ха Ныль                     | JTBC     | |
| 2024      | Судья из ада                                       | Юстиция / Кан Бит На            | SBS      | SBS Drama Awards 2024 выиграла награду в номинациях Награда режиссёра и «Лучшая пара» (в паре с Ким Джэ Ёном) |